# Gołąbek złotawy

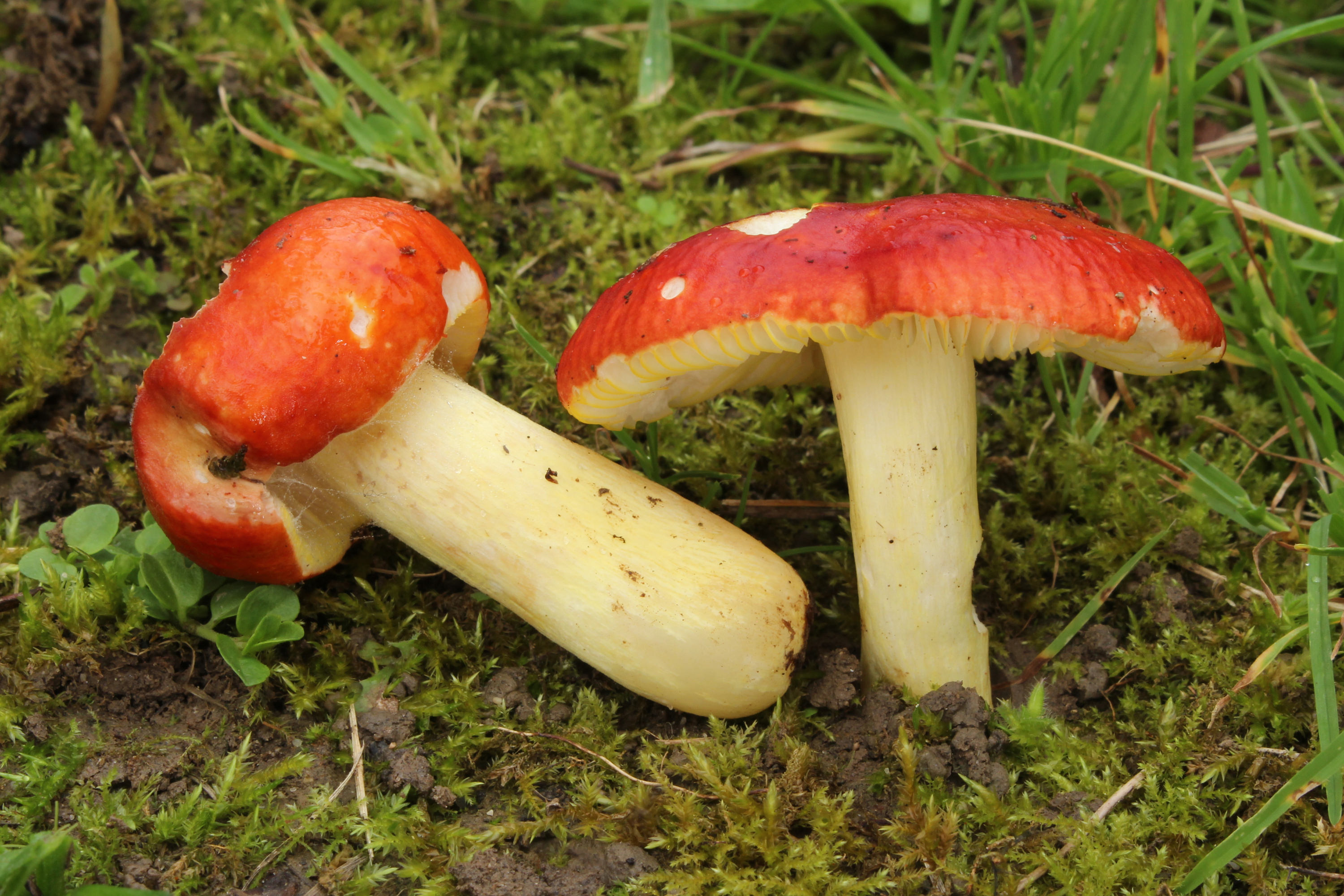

Gołąbek złotawy (Russula aurea Pers.) – gatunek grzybów należący do rodziny gołąbkowatych (Russulaceae).

## Systematyka i nazewnictwo
Pozycja w klasyfikacji według Index Fungorum: Russula, Russulaceae, Russulales, Incertae sedis, Agaricomycetes, Agaricomycotina, Basidiomycota, Fungi.
Po raz pierwszy opisał go Christiaan Hendrik Persoon w 1796 r. i nadana przez niego nazwa jest aktualna. Ma ponad 10 synonimów. Niektóre z nich:
- Agaricus auratus With. 1801
- Agaricus aureus (Pers.) Pers. 1801
- Russula aurata (With.) Fr. 1838

Polską nazwę podała Alina Skirgiełło w 1991 r. dla synonimu Russula aurata. Synonimy naukowe:

## Morfologia
Kapelusz
O średnicy 4–8(10) cm. Za młodu półkulisty, później płaski, w środku często zagłębiony lejkowato, najpierw jaskrawożółty do cytrynowożółtego, niekiedy całkiem czerwony, czasem też ze złocistożółtymi lub pomarańczowymi plamkami. Skórka lśniąca. Brzeg na starość krótko żłobkowany.
Blaszki
Dość rzadkie, często z dużymi blaszeczkami, przy trzoniewolne lub zatokowate i czasami rozwidlone, przy brzegu zaokrąglone, początkowo jasnokremowe, z wiekiem cytrynowokremowe do chromowożółtych. Ostrza jaskrawe, cytrynowożółte, silnie pomarszczone.
Trzon
Cylindryczny do maczugowatego, biały z żółtym odcieniem, za młodu dość ścisły.
Miąższ
Jędrny, ścisły, w trzonie biały, w kapeluszu cytrynowy, szafranowy lub kanarkowy, a pod skórką różowy. W młodych okazach jest nieco cierpki, w starszych łagodny. Pod działaniem FeSO4 zmienia barwę na brudnoróżowawą, w KOH na pomarańczową, w fenol na czarnopurpurową.
Wysyp zarodników
Żółty, szafranowy lub ochrowy.
Cechy mikroskopowe
Zarodniki 8–10 × 8–9 µm, szeroko elipsoidalne, pokryte średniej wielkości brodawkami połączonymi w siateczkę, nie zawsze o pełnych oczkach. Są słabo amyloidalne z dobrze widoczną łysinką. Na ostrzach blaszek liczne wrzecionowate, bladożółtawe cystydy 50–97 × 10–14 µm. W skórce trzonu brak dermatocystyd, w strzępkach skórki znajduje się czerwony pigment.
Gatunki podobne
Czerwone formy łatwo pomylić z trującymi: gołąbkiem wymiotnym (Russula emetica) i gołąbkiem buczynowym (Russula nobilis).

## Występowanie i siedlisko
Występuje w Ameryce Północne, Europie i Azji. W Polsce Władysław Wojewoda w 2003 r. przytoczył wiele jego stanowisk.
Rośnie od lipca do września, w lasach liściastych, iglastych i mieszanych zwłaszcza w pasie pojezierzy, pod dębami lub świerkami, tylko na glebach zawierających wapń.
Naziemny grzyb mykoryzowy. Jest jadalny.